# Мжа
Мжа (укр. Мож, Мжа) — река в Харьковской области. Исток находится в 8 км западнее города Валки практически в селе Перекоп Валковского района. Река протекает через города Валки, Мерефа и впадает в реку Северский Донец в Змиёве. Мжа пересекает территорию четырёх районов Харьковской области: Валковского, Нововодолажского, Харьковского и Змиевского. Длина Мжи более 77 км, площадь водосборного бассейна — 1814 км². Уклон реки — 1,23 м/км. Берег местами порос лесом.

## Характеристика бассейна
Бассейн реки Мжа расположен в лесостепной зоне. Поверхность бассейна равнинная, расчлененная многочисленными балочной сетью. Растительные ландшафты типичные лесостепные, преобладают широколиственные леса, реже — сосновые. Безлесные участки заняты под сельскохозяйственные угодья.
Долина реки хорошо разработана, эрозионно-денудационного типа, пятитерасная, шириной 800—950 м, глубина эрозионного врезания — 45-70 м, крутизна склонов 5-9 °. Пойма реки преимущественно равнинная, аллювиально-аккумулятивных типа, расположения относительно русла — асимметричное.
Ширина её в вершинной части реки составляет 8-100 м, а в нижней достигает 2,0-2,5 км, средняя ширина поймы 400—500 м, относительная высота над средне меженный уровнем — 0,8-1,0 м. Ближе к г. Валки поверхность изрезана длинными и глубокими балками, на склонах которых возникли молодые овраги.
Пойма реки в нижнем течении довольно широкая с многочисленными озёрами и старицами, весной затапливается талыми водами.
Река протекает в основном по лесной заболоченной местности. Сначала её долина напоминает балку, но затем она расширяется и в ней появляется несколько террас. Правый берег становится более высоким, левый — террасированный.
Лесистость составляет 15,64 % от общего водосборной площади, заболоченность — 0,58 %, распаханность — 40,47 %.

## Гидрологическая характеристика русла
Русло реки трапецеидального типа шириной 8-10 м, умеренно извилистое.
Глубина на плесах составляет около 1,5 м, на перекатах — 0,4 м. Скорость течения в межень составляет 0,01-0,03 м/с на плесах и 0,1-0,3 м/с на перекатах; в многоводные периоды скорость течения увеличивается и составляет 0,3-0,5 м/с на плесах и 0,6-0,9 м/с на перекатах.
Берега низкие и заросшие болотной растительностью.
Дно песчаное, на отдельных участках илистое, заиление русла составляет 0,6-0,9 м, зарастание — 60-70 %.

## Режим реки

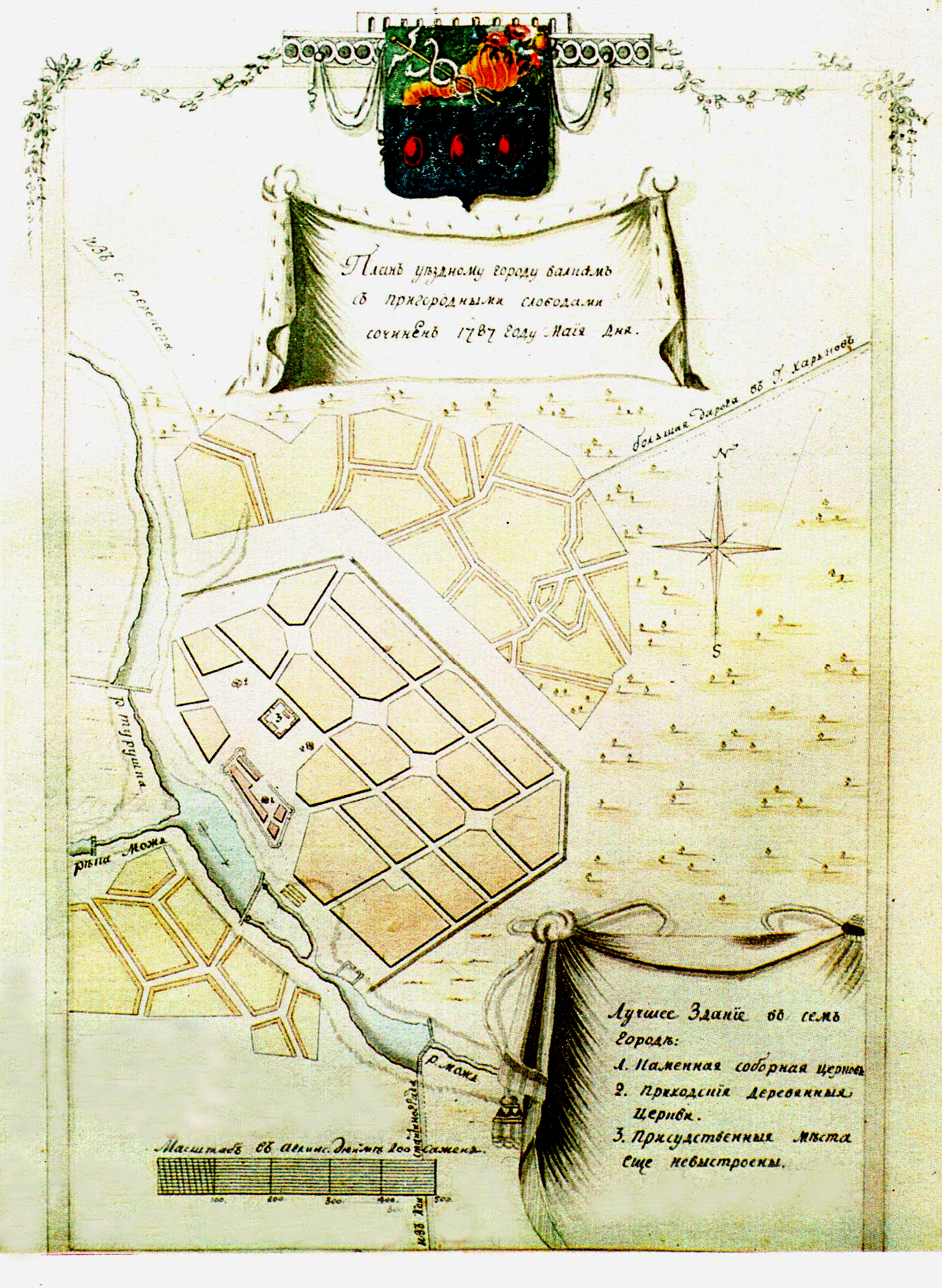
Река Мож в районе Валки на карте 1787 года

По своему режиму г. Мжа относится к восточно-европейского типа, питание реки преимущественно снеговое. Норма стока реки составляет 114 млн м³, сток маловодных лет обеспеченностью 75 и 95 % — соответственно 70,0 и 36,2 млн м³. В период весеннего снеготаяния уровень реки повышается на 1,5-2 м. Летом река мелеет, а местами пересыхает. В нижнем течении вследствие медленной скорости русло реки зарастает надводной растительностью.

## Гидрологическая изученность
Наблюдения на р. Мжа велись по 3-м стационарным гидропостам. В состав наблюдений входили наблюдения только за уровнями воды.
| Пункт наблюдений        | с. Ст. Водолага | г. Мерефа     | с. Соколово   |
| ----------------------- | --------------- | ------------- | ------------- |
| Расстояние от устья, км | 55              | 35            | 17            |
| Площадь водосбора, км²  | 577             | 1130          | 1590          |
| Отметка нуля поста, м   | 0,00            | 91,69         | 84,13         |
| Дата открытия           | 26.09.1930 г.   | 25.07.1946 г. | 08.06.1929 г. |
| Дата закрытия           | 30.04.1941 г.   | -             | 31.05.1954 г. |
| Принадлежность поста    | УГМС            | ЮЖД           | УГМС          |

## Водопользование
Вода реки используется для промышленных, хозяйственно-бытовых нужд и сельскохозяйственного водоснабжения. Основные водопользователи: Артемовский спиртзавод, Мерефянский стекольный завод, ВКУ г.Люботин (забор воды из р. Мерефа).
Сток реки зарегулирован средне.
В верховьях реки и притоках построены ставки, которые практически не влияют на режим стока реки. Общее количество прудов в месторождении составляет 128 штук, а их суммарная ёмкость — 18,254 млн м³. Ставки используются для рыборазведения. В осенний период выполняются попуски воды из прудов.

## Экологические мероприятия
На реке выполнялись работы по расчистке и регулированию реки Мжа для предотвращения подтопления сельских населённых пунктов Старая Водолага и Павловка в Нововодолажском районе и в г. Мерефа Харьковского района, а также на её притоке — Ольховатке в поселке Новая Водолага и селе Ольховатка. Общая длина расчистки составила — 8,86 км.

## Притоки
Река Мжа имеет 8 притоков 1-го порядка и 3 притока 2-го порядка. Коэффициент густоты сети (без учёта рек длиной менее 10 км) составляет 0,39 км/км². Крупнейшими притоками реки являются: р. Болгар (11 км), р. Карамушина (14 км), р. Иваны (20 км), р. Черемушная (13 км), р. Ольховатка (34 км), р. Мерефа (28 км), р. Боровая (11 км), р. Ольшанка (14 км), р. Змиевка (2 км).